# Pseudoruminante
Pseudoruminante são animais cujo sistema digestivo é semelhante ao dos ruminantes, porém com algumas diferenças distintivas, nomeadamente um estômago composto por três cavidades (dois pré-estômagos - o rúmen e o retículo, com áreas glandulares - e um omaso indistinto, fundido ao abomaso). Esta classificação zoológica tem sido por vezes proposta para a subordem Suina, dos artiodáctilos, e que inclui, entre outros, porcos, javalis e hipopótamos. Estes animais, embora tenham o estômago compartimentado e realizem fermentação ruminal de forma a digerir a celulose dos alimentos fibrosos que consomem, em resultado da qual se formam ácidos gordos voláteis, algumas vitaminas e prótidos, ao contrário dos ruminantes, a massa alimentar não é regurgitada, o que reduz a eficácia do processo. Os porcos, por exemplo, em consequência desta caraterística, complementam a sua dieta com o consumo de frutas, fungos e pequenos animais, para além da erva, que é praticamente o alimento exclusivo dos ruminantes. Os hipopótamos compensam esta forma de digestão menos eficiente através de um estilo de vida menos exigente do ponto de vista energético. As preguiças utilizam esta mesma estratégia, o que explica que estes animais sejam também citadas por vezes como sendo pseudoruminantes, juntamente com os camelídeos.